# Vergato
Vergato é uma comuna italiana da região da Emília-Romanha, província de Bolonha, com cerca de 6.726 habitantes. Estende-se por uma área de 59 km², tendo uma densidade populacional de 114 hab/km². Faz fronteira com Castel d'Aiano, Gaggio Montano, Grizzana Morandi, Marzabotto, Savigno, Zocca (MO).
Foi nessa comuna, na fracção de Castelnuovo, que ocorreu a Batalha entre a FEB (Força Expedicionária Brasileira) e o Exercito Alemão ao final da Segunda Guerra Mundial.

## Demografia
| Variação demográfica do município entre 1861 e 2011                               |
|                                                                                   |
| Fonte: Istituto Nazionale di Statistica (ISTAT) - Elaboração gráfica da Wikipedia |